# Aethaloida homopteroides
Aethaloida homopteroides är en fjärilsart som beskrevs av George Duryea Hulst 1900. Aethaloida homopteroides ingår i släktet Aethaloida och familjen mätare. Inga underarter finns listade i Catalogue of Life.